# 大阪市立医科大学
大阪市立医科大学（おおさかしりついかだいがく、公用語表記: 大阪市立医科大学）は、大阪府大阪市阿倍野区旭町一に本部を置いていた日本の公立大学である。1947年に設置され、1955年に廃止された。
大阪市立大学に編入され、大阪市立大学医学部となった。
本項では、前身の旧制大阪市立医学専門学校を含めて記述する。

## 概要
- 第二次世界大戦中に設置された旧制大阪市立医学専門学校が前身。
- 戦後、戦時期に設立された他の公立旧制医学専門学校11校と同時期に旧制大学に昇格し、大阪市立医科大学となった。
- 新制大学に移行した後、新制大阪市立大学医学部となった（前身校以来の設立経緯より、いわゆる「旧設医科大学」の一つに数えられている）。
- 同窓会は 「一般社団法人 仁澪会」 と称し、旧制・新制合同の会である。
- 大阪医科薬科大学の前身校である私立の旧制・新制大阪医科大学、および大阪大学医学部の前身校である府立の旧制大阪医科大学と混同しないよう、注意を要する。

## 沿革

### 大阪市立医学専門学校時代
- 1944年2月29日： 大阪市立医学専門学校 （旧制） 設立許可。
  - 修業年限4年。大阪市立南市民病院 （1925年10月開設） を大阪市立医学専門学校附属病院と改称。
- 1944年4月20日： 第1回入学式。
- 1947年3月： 全国医専校長会議でA級と判定され存続決定。
  - 修業年限5年に延長。

### 旧制大阪市立医科大学時代
- 1947年6月18日： 大学令により大阪市立医科大学設置認可。
  - 学部開設の際には再審査とする限定付き。
- 1947年7月15日： 大阪市立医科大学予科 第1回入学式。
  - 修業年限3年。
  - 3学年が同時に入学 （第1学年のみ一般入試、第2・3学年は医専から希望者を編入）。
- 1948年2月20日： 学部開設認可 （正式の医大設立認可）。
- 1948年4月12日： 大阪市立医科大学学部 第1回入学式。
  - 修業年限4年。
  - 医専附属病院を大阪市立医科大学附属病院に改称。
- 1949年3月： 医専第1回卒業。
- 1949年4月； 附属厚生学院を開設。
  - 3年課程全日制。後の附属看護専門学校、現 大阪市立大学医学部看護学科。
- 1950年3月： 旧制高等学校最終卒業者が学部入学。
  - 予科出身者にも入試を課したところ、予科出身者が惨敗し問題となった。
- 1950年7月： 桃山市民病院 （大阪市天王寺区） の一部を学舎に転用。
- 1950年10月： 桃山市民病院を附属病院化 （～1956年4月）。
- 1951年3月： 大阪市立医学専門学校・大阪市立医科大学予科を廃止。
- 1951年4月： 附属刀根山結核研究所を設立。
  - 大阪府豊中市。1917年設立の大阪市立刀根山療養所が源流。

### 新制大阪市立医科大学時代
- 1952年4月1日： 新制大阪市立医科大学 （4年制） 開設。
  - 入学資格は、4年制大学に 2年以上在籍し医学教育基準に定める単位を取得した者。
- 1955年4月1日： 大阪市立大学に編入され、医学部 （4年制） となる。
  - 理工学部 （現 理学部・工学部） に医学進学課程 （2年制） を設置。
  - 附属病院を大阪市立大学医学部附属病院、附属厚生学院を大阪市立大学医学部附属厚生学院と改称。
  - 附属刀根山結核研究所は大学附属研究所となった （現 大阪市立大学医学部附属刀根山結核研究所）。
- 1956年1月20日： 旧制学位審査権を取得 （校大第554号）。
- 1956年4月： 医学進学課程を医学部に移管、医学部6年制となる。
  - 附属病院新館 （後の北館） が完成、桃山市民病院の使用を終了。
- 1958年4月： 新制大学院医学研究科 （博士課程） 開設。
- 1961年3月： 旧制大阪市立医科大学廃止。

## 歴代校長
旧制大阪市立医学専門学校
- 校長事務取扱： 藤原九十郎 （1944年2月 - 1944年4月）

- 校長： 小幡亀寿 （1944年4月 - 1947年8月）
  - 校長事務取扱： 木下良順 （1947年8月 - 1948年10月） * 医大学長と兼務
- 校長： 木下良順 （1948年10月 - 1949年6月） * 医大学長と兼務
- 校長： 滝内秋治 （1949年7月 - 1951年3月）

旧制大阪市立医科大学
- 学長事務取扱： 小幡亀寿 （1947年6月 - 1947年8月）

- 学長： 木下良順 （1947年8月 - 1949年6月）
- 学長： 熊谷謙三郎 （1949年7月 - 1953年6月） * 新制と兼務
- 学長： 細谷雄二 （1953年7月 - 1957年6月） * 新制と兼務
- 学長： 鈴木清  （1957年7月 - 1961年3月） * 新制医学部長と兼務

新制大阪市立医科大学
- 学長： 熊谷謙三郎 （1952年4月 - 1953年6月）
- 学長： 細谷雄二 （1953年7月 - 1955年3月） * 大阪市立大学 初代医学部長

## 校地
校舎
1944年の大阪市立医学専門学校発足時、校舎は元扇町商業学校の校舎を使用した （扇町校舎、大阪市北区西扇町十二、現 大阪市立天満中学校付近）。この校舎は後身の大阪市立医科大学でも引き続き使用された。1953年4月、附属病院隣地に校舎が設置され移転 （旭町校舎、大阪市阿倍野区旭町一。「智・仁・勇」 の三女神像はこのとき校舎壁面に設置された）。同校地は改築・拡張を重ねながら、後身の大阪市立大学医学部が2006年現在も使用している （阿倍野キャンパス）。
附属病院

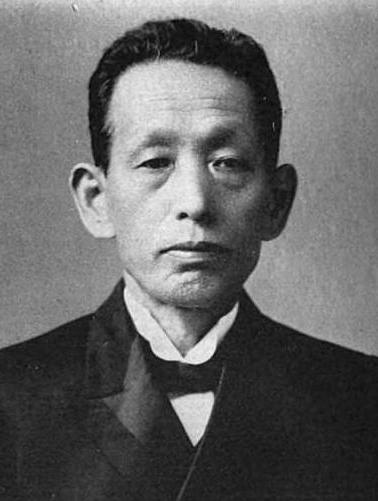
岸本吉右衛門

附属病院は1922年に受けた大阪の篤志家岸本吉右衛門からの寄付 100万円と市費により建設され、1925年10月に大阪市立市民病院として開設 （大阪市阿倍野区旭町、病院正面の銘は 「Urbanum Valetudinarium in Osaka 2585」 [大阪市民病院 皇紀2585年]）。1940年に大阪市立南市民病院と改称。1944年の医専発足時に附属病院となった。1948年の医大学部発足時に医大附属病院となったが、基礎学舎 （大阪市北区西扇町） と附属病院との距離が問題となり、中間地点の桃山市民病院 （大阪市天王寺区） を 1950年-1956年の間、第2の附属病院として使用した。1953年に基礎学舎が旭町の隣地に移転し、距離の問題は解消した。1925年竣工の病院本館は老朽化のため 1989年に取り壊され、本館・諸棟の跡地に現在の附属病院が建設された （1992年竣工）。なお、旧病棟の病院正面の銘「Urbanum Valetudinarium in Osaka 2585」は現在の附属病院の5階講堂横の廊下に展示保存されている。